# Ernst Thom
Ernst Thom (* 2. August 1713 in Gießen; † 3. Mai 1773 ebenda) war ein deutscher Literaturwissenschaftler, Rhetoriker und Ökonom.

## Leben
Thom studierte in Halle, Leipzig und Straßburg. Als  Magister der Philosophie kehrte er in seine Heimat zurück, wo er am 10. Januar 1744 zum ordentlichen Professor der Poesie und Rhetorik berufen wurde und  am 4. Juni das Amt antrat. Am 19. Januar 1745 wechselte er die Professur der Ethik und des Natur sowie Völkerrechts an der Gießener Hochschule. Er wurde 1754 Obereinnehmer des Prälatenstandes und Finanzverwalter der Hochschule. Zudem beteiligte er sich auch an den organisatorischen Aufgaben der Hochschule und war 1760 Dekan der philosophischen Fakultät.

## Dissertation
- Dissertatio de summorum imperantium maiestate intependente. Gießen 1745.